# Konfederacja Narodu
La Konfederacja Narodu (KN) (en français : Confédération de la Nation) est un mouvement de résistance polonais dans la Pologne occupée de la Seconde Guerre mondiale. KN est créée en 1940 d'une faction du parti d'extrême droite Camp national-radical. Le mouvement ne recevra jamais un soutien important et restera assez marginal. En 1941 une partie de ses forces fusionnera avec la Związek Walki Zbrojnej (ZWZ) et finira par rejoindre l'Armia Krajowa (AK) vers l'automne 1943.

## Sources
- (en) Cet article est partiellement ou en totalité issu de l’article de Wikipédia en anglais intitulé « Konfederacja Narodu » (voir la liste des auteurs).